# Oil Rush
Oil Rush là game chiến lược thời gian thực phòng thủ tháp do hãng UNIGINE Holding S.à r.l. phát triển sử dụng công nghệ engine Unigine của họ. Lấy bối cảnh trong một thế giới ngập nước, hậu tận thế, trò chơi bao gồm những người chơi chiến đấu để giành quyền kiểm soát trữ lượng dầu cuối cùng còn sót lại trên thế giới. Trò chơi được phát hành dưới dạng bản tải xuống kỹ thuật số dành cho Microsoft Windows, Linux và OS X.
Một số người xem chủ đề này vẫn còn gây tranh cãi, đặc biệt là vì Oil Rush ban đầu được dự định phát hành chỉ hơn một năm sau khi vụ tràn dầu Deepwater Horizon được công bố rộng rãi. Bản thân trò chơi thực sự mang đến một thông điệp cảnh báo về môi trường, với CEO của Unigine là Denis Shergin nhận xét rằng "Những đội quân nuốt chửng nhiên liệu chiến đấu vì những giọt dầu cuối cùng và gây ô nhiễm thế giới tràn ngập rác thải không gì khác ngoài suy nghĩ kép. Đó là một thông điệp cảnh báo về môi trường mà chúng tôi muốn phân phối trong chiến dịch chơi đơn của game".